# Brno

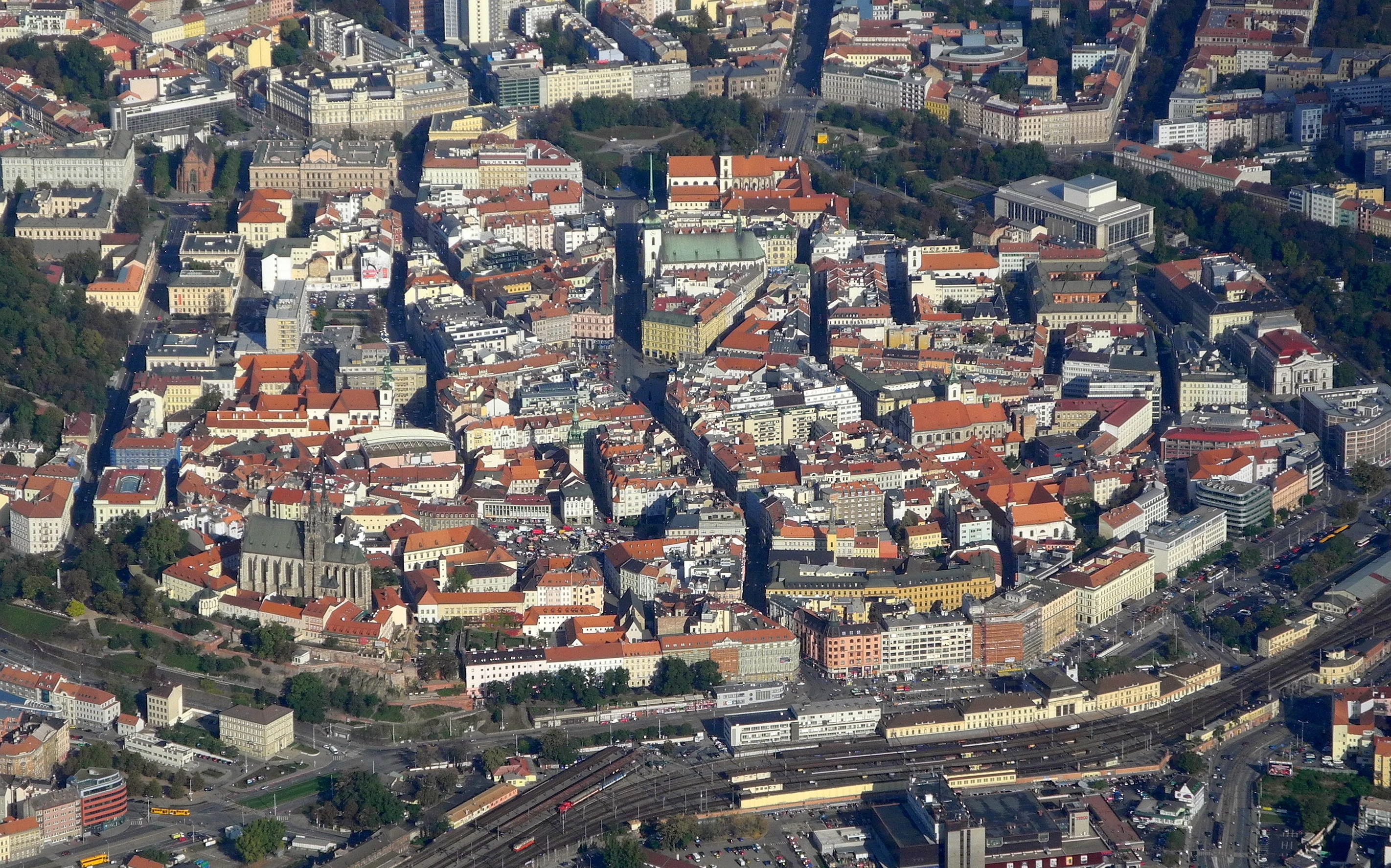
A Ringstraße (gêmeo idêntico vienense) é uma estrada circular circundando o distrito de Innere Stadt em Brno

Brno (em tcheco/checo: Brno, ouçaⓘ), Brünn (em alemão: Brünn;  ouça) ou Bruno (em latim: Bruna) é a segunda maior cidade da Chéquia, em termos populacionais, com aproximadamente 380 000 habitantes dos quais 83 000 são estudantes universitários.
É chamada de "cidade dos estudantes" na Chéquia e é  capital país histórico da Morávia a capital da região da Morávia do Sul. Fica na confluência dos rios Svratka e Svitava e tem uma área metropolitana, que poderá chegar aos quase 600 000 habitantes, de acordo com os censos nacionais realizados no ano de 2015. É o centro do poder judiciário da Chéquia, tendo-se estabelecido na cidade o Tribunal Constitucional e Supremo Tribunal Federal, o Supremo Tribunal Administrativo e o Procurador-Geral do Ministério Público.
Desde o ano de 1777 é diocese da Igreja Católica com residência episcopal na Catedral de São Pedro e São Paulo.
Dispõe de um aeroporto e possuí dois dos maiores hospitais da Chéquia - Fakultní nemocnice u sv. Anny e Fakultní nemocnice Brno, e outros 6 hospitais. Recentemente, a área do último foi alargada com a construção do campus universitário mais moderno de toda a Europa, o Univerzitní Kampus que engloba a Faculdade de Medicina, a Faculdade de Ciências e a Faculdade de Desporto.
É conhecida em Portugal pelo "circuito de Brno" (Masaryk Circuit)  para desportos motorizados, devido ao Grande Prémio da Chéquia de MotoGP, e também pela centena de estudantes portugueses de medicina da Universidade de Masaryk e outros tantos do Programa Erasmus. Para além da Universidade de Masaryk existem em Bruno, a Universidade Tecnológica (VUT) e a Universidade de Mendel, num total de 34 faculdades.
Em Brno existe um dos grandes e antigos museus europeus, Moravské zemské muzeum / o Museu Moraviano, que reúne na verdade 5 museus semiautônomos. Com coleções extraordinariamente ricas de pré-história e arte pré-histórica.Especialmente o mundialmente famoso Vênus de Dolní Věstonice. Também 6 outros museus
A cidade possui ainda um Centro de Exposições, a funcionar desde 1928, e a Feira Internacional de Engenharia é a sua exposição anual mais conceituada. Também hospeda anualmente um Festival Internacional de Fogo-de-Artifício, o Ignis Brunensis, organizado desde 1998 e que acolhe cerca de 200 mil visitantes por dia. Os principais pontos turísticos da cidade são, o castelo e fortaleza de Špilberk que se situa na colina com o mesmo nome, a Catedral de São Pedro e São Paulo que se avista ao longe e é muitas vezes considerada o símbolo da cidade. Outro castelo bem preservado na área de Bruno é Veveří, outrora construído junto to rio Svratka, hoje próximo da barragem de Bruno. Outro ponto de visita na cidade é a Vila Tugendhat, inscrita como Património Mundial da UNESCO. O centro histórico da cidade foi declarado uma área de conservação urbana na Chéquia. Próximo da cidade fica inserida a área protegida da Morávia Karst. O principal clube de futebol da cidade é o FC Zbrojovka Brno, mas a cidade vibra na realidade com a sua equipa de Hóquei no Gelo, o HC Kometa Brno.
Foi nesta cidade, no mosteiro da Ordem de Santo Agostinho, onde Gregor Mendel, pai da genética, fez todas as suas experiências e morreu em 1884.

## Nome da cidade
O nome atual da cidade de Brno é derivado do nome do antigo povoado localizado junto ao rio Svratka, que foi fundado nesta área por volta do ano 1000. O nome mais antigo que se conhece era Brnen, mas por vezes também se encontram inscrições com o nome de Brvnn, Brin ou Brnno. A origem do nome ainda não está estabelecida e ainda será discutida. Uma possibilidade é o antigo nome eslavo Brnije (lama) outro antigo nome celta Eburon (o mapa de Ptolemeu) Do latim surgiu o nome Bruno, e do alemão o nome Brünn. Entre os anos 1949 e 1992 referia-se como cidade regional de Bruno, e anteriormente como capital da província de Bruno que assumiu durante a Primeira República, embora já fosse a capital muito antes. Em alguns documentos antigos, podemos encontrar definida como Real Capital Bruno. A primeira menção escrita de Bruno remonta ao ano de 1091, feita pelo padre Cosme de Praga na sua obra "Crónica dos Boémios" onde está escrito "Rei Checo Bratislau II da Boémia invadiu com tropas a Morávia e sitiou o castelo de Bruno..."

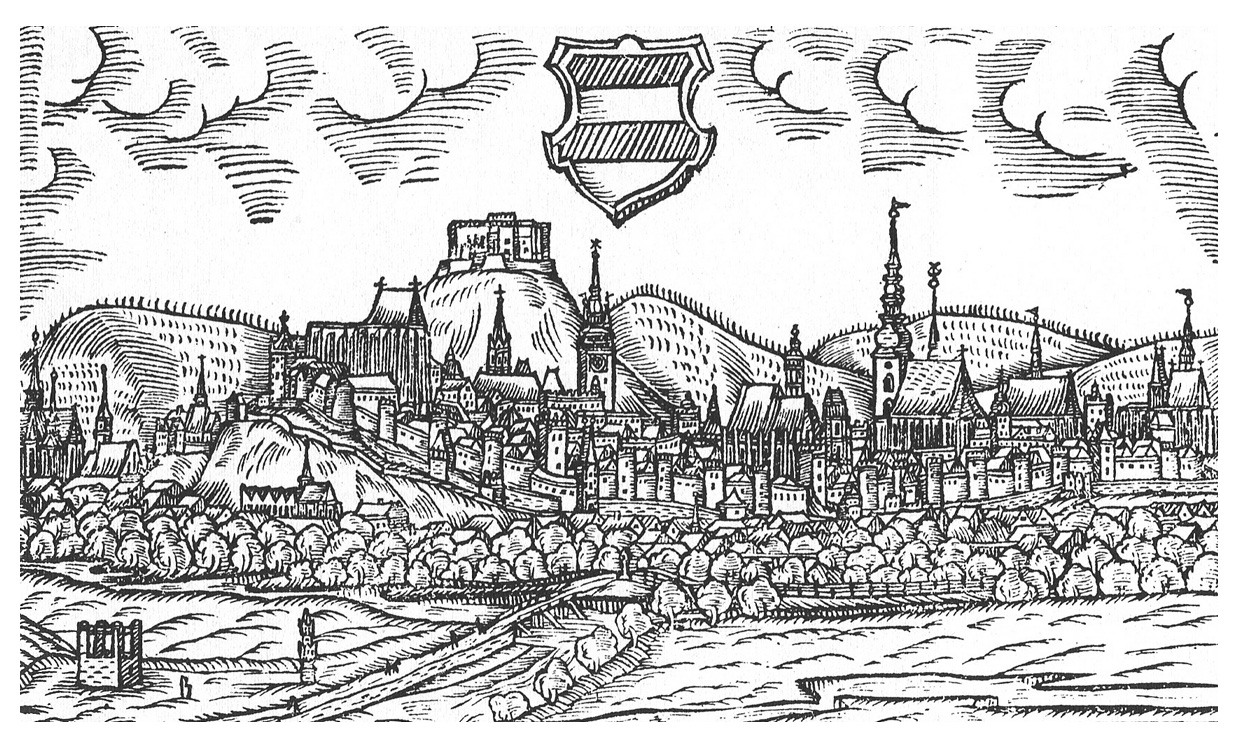
Gravura de Bruno em 1593

O nome da cidade deu origem ao nome da metralhadora ligeira BREN (BRno + ENfield), utilizada durante a Segunda Guerra Mundial principalmente pelo exército do Reino Unido. Também é utilizado por exemplo na especialidade culinária brněnský řízek (bife à Bruno) ou no pequeno asteroide "2889 Brno", descoberto pelo astrónomo Antonín Mrkos.
No dialeto Hantec (outrora falado pelas classes sociais baixas em Bruno durante o século XIX e início do século XX) era comum referir-se o nome de Bruno como Brnisko, Bryncl ou Štatl. Este último pode também referir-se ao próprio centro da cidade.

## História
Brno - Stará radnice v noci IV.jpg
Brno View 68.jpg

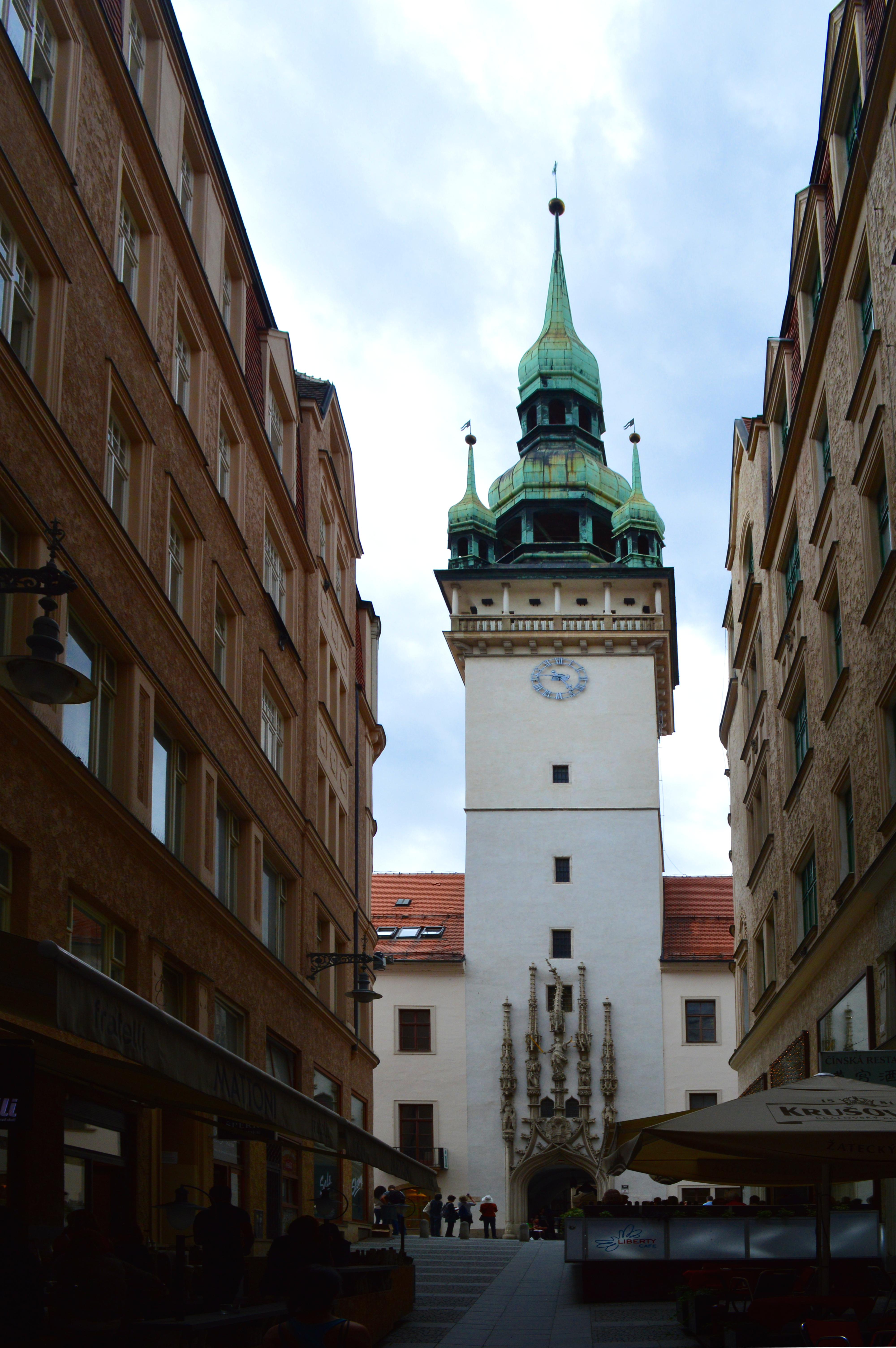
Antiga Câmara Municipal, o edifício secular mais antigo na cidade

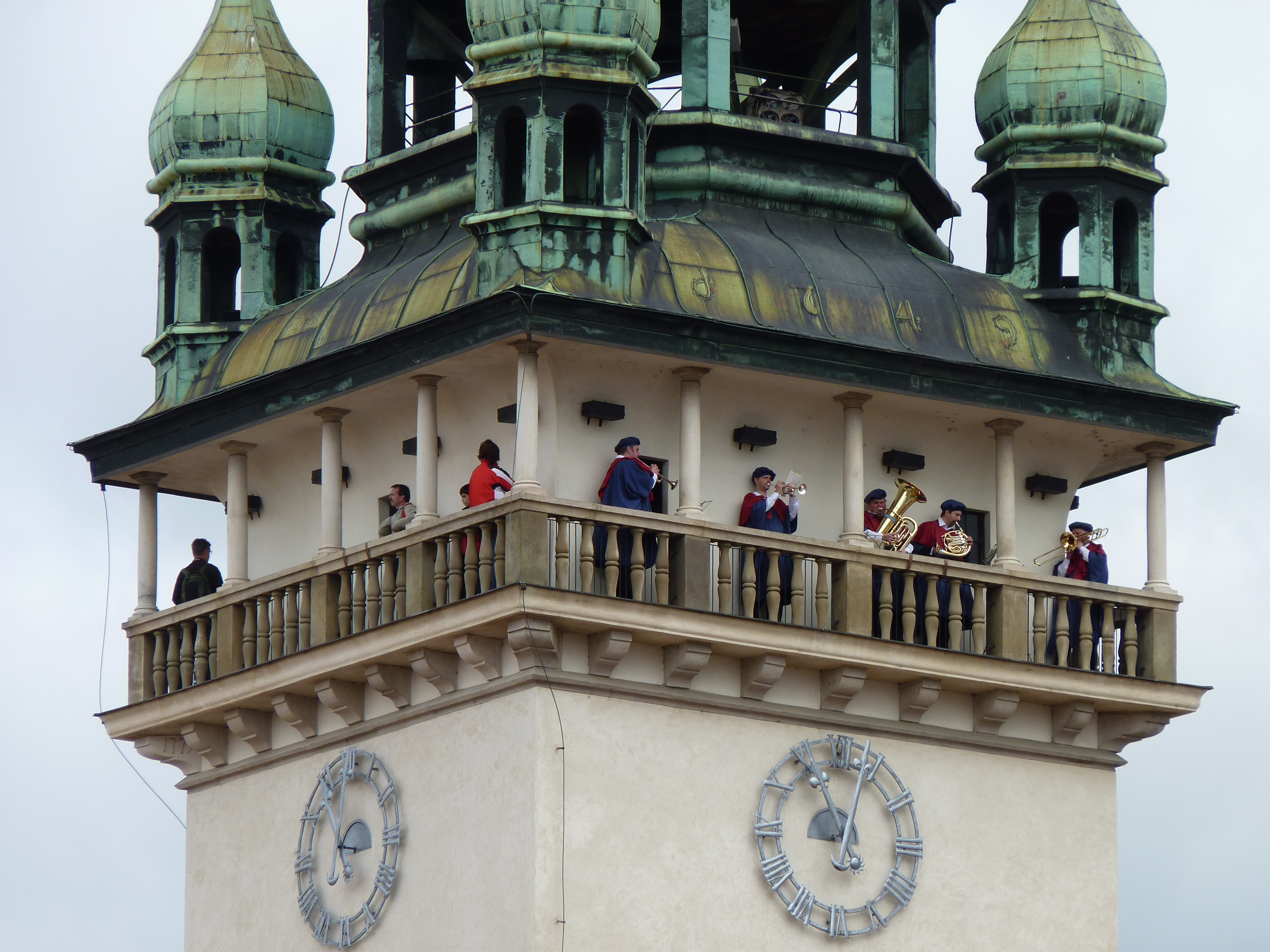
Antiga Câmara Municipal, apresentações regulares de trompetistas históricos cidade

Bruno teve a sua origem no antigo povoado de Staré Zámky (que se localizava onde hoje é Brno-Líšeň), cuja origem remonta aos finais do período Neolítico até ao início do século XI e um dos povoados que fez parte do Reino da Grande Morávia.

### Primórdios, Idade Média e Tempos Modernos
Os primeiros vestígios humanos encontrados na área de Bruno são aproximadamente do período Paleolítico e foram encontrados em rochas no sítio arqueológico de Stránská skála. O primeiro povoado Eslavo documentado na região de Bruno é por volta dos século V até ao VII.
A História da cidade de Bruno esteve sempre fortemente ligada à História da Morávia. No século XI com o poder no principado da Morávia, Bruno teve extrema importância na governação do país. A cunhagem em Bruno começou no século XI quando os príncipes de Bruno cunharam os denários de Bruno. A primeira menção escrita remonta ao ano de 1091, feita pelo padre Cosme de Praga nas suas crónicas. No ano de 1243 foram concedidos direitos municipais a Bruno, com a construção em meados do século XIII do castelo de Špilberk. Em 1292, foi concedida à cidade real de Bruno o direito de eleger um magistrado.

### Relações internacionais
Brno tem muitas ligações internacionais, especialmente com a Áustria, Eslováquia, Polónia, Ucrânia, Itália e Grã-Bretanha. É o lar de vários consulados. O primeiro consulado (EUA) foi estabelecido em Brno já em 1851. Além disso, a presença de instituições judiciais, jurídicas e de direitos humanos de ponta e um extenso sistema universitário e científico estabelecem ricas relações internacionais.
Cidades-irmãs
Brno possui as seguintes cidades-irmãs:
- Rennes, França (1965)
- Utrecht, Países Baixos (1990)
- Viena, Áustria (1992)
- Moscovo, Rússia (2006)
- Zagreb, Croácia (1966)
- Bratislava, Eslováquia (2012)
- Leipzig, Alemanha (1973)
- Stuttgart, Alemanha (1989)
- Sankt Pölten, Áustria (1991)
- Leeds, Reino Unido, (2001)
- Dallas, Estados Unidos
- Posnânia, Polônia (1966)

## Esportes

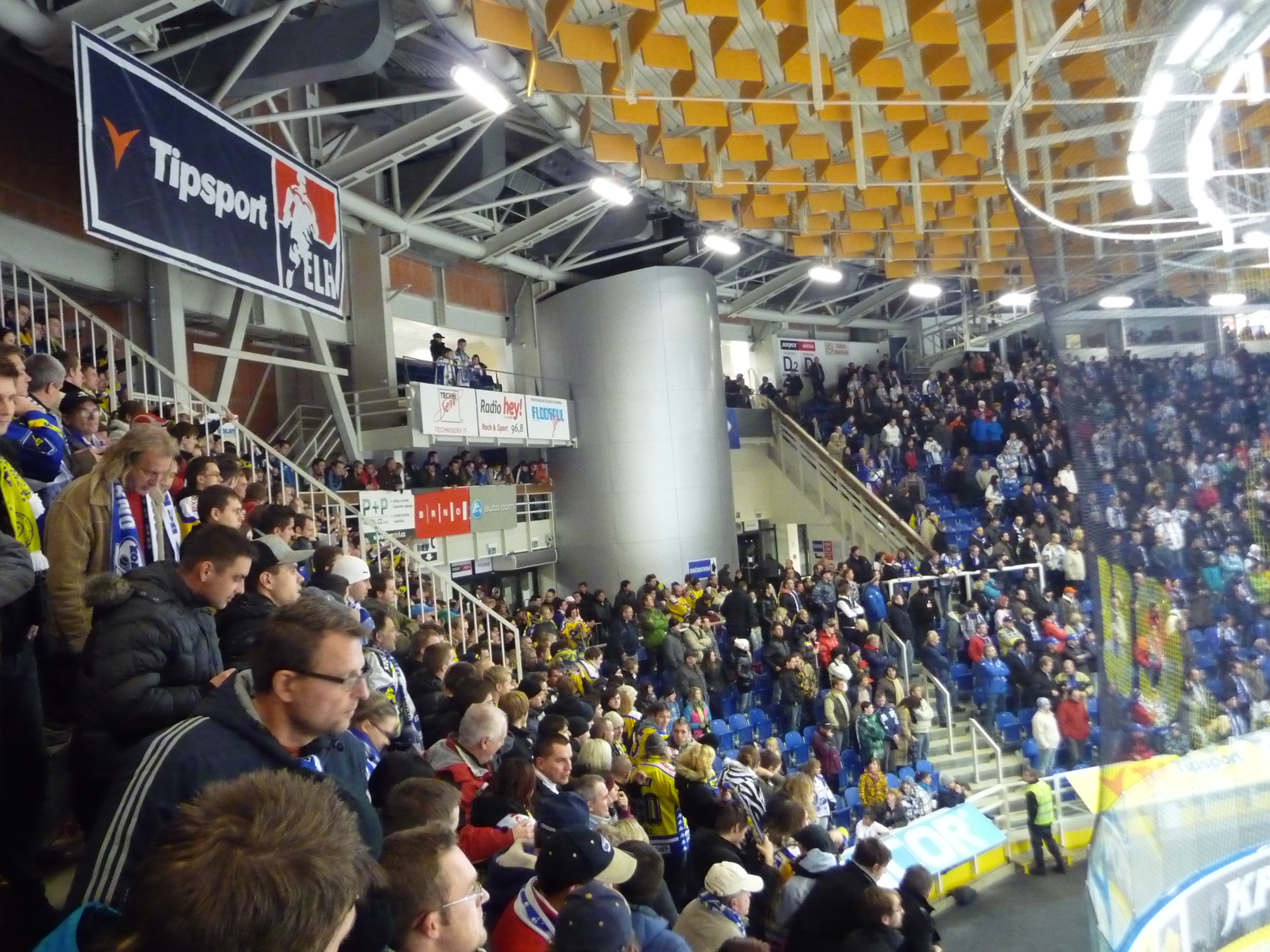
HC Kometa Brno Arena é uma equipa checa de Hóquei no Gelo que compete no campeonato principal checo

A cidade tem o Stadion Za Lužánkami como o estádio maior da cidade, que recentemente está desativado, também tem o Městský fotbalový stadion Srbská que atualmente é a casa do FC Zbrojovka Brno, também tem o DRFG Arena, que recebe jogos de hóquei no gelo, handebol, basquetebol, entre outros. A cidade também tem o Circuito Masaryk, principal autódromo da Chéquia, hospeda provas da MotoGP desde 1965.
Os esportes mais populares e bem-sucedidos em Brno são: hóquei no gelo, beisebol, remo, iatismo, basquete, tênis, ciclismo e escalada.

## Galeria

Catedral de São Pedro e São Paulo em Bruno
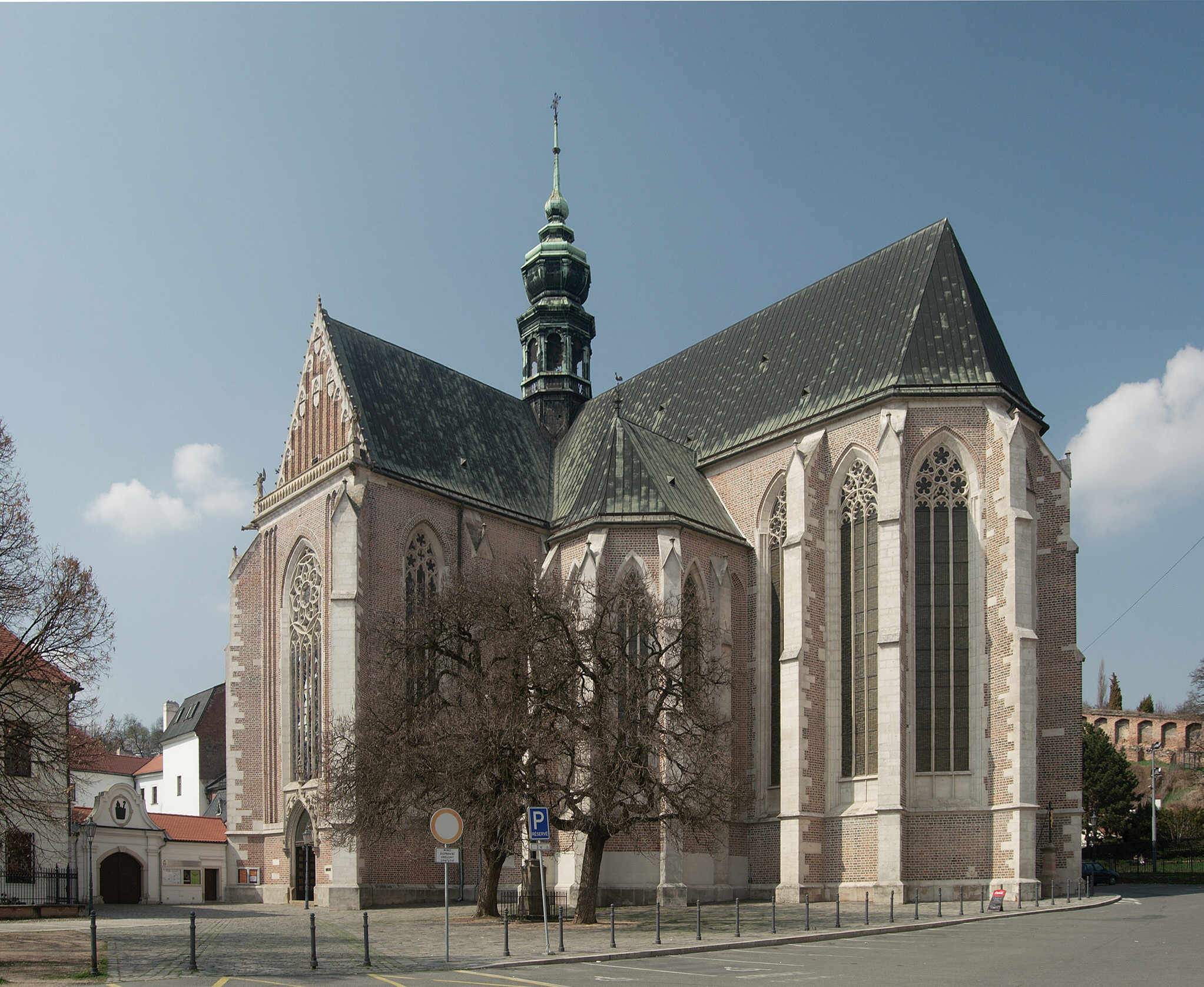
Abadia de Santo Tomás em Bruno
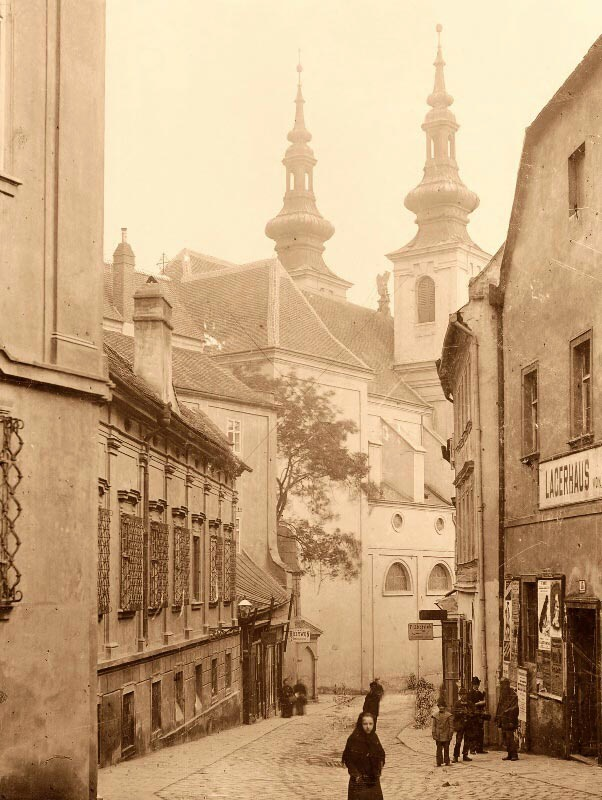
Rua Dominikánská no centro da cidade antiga
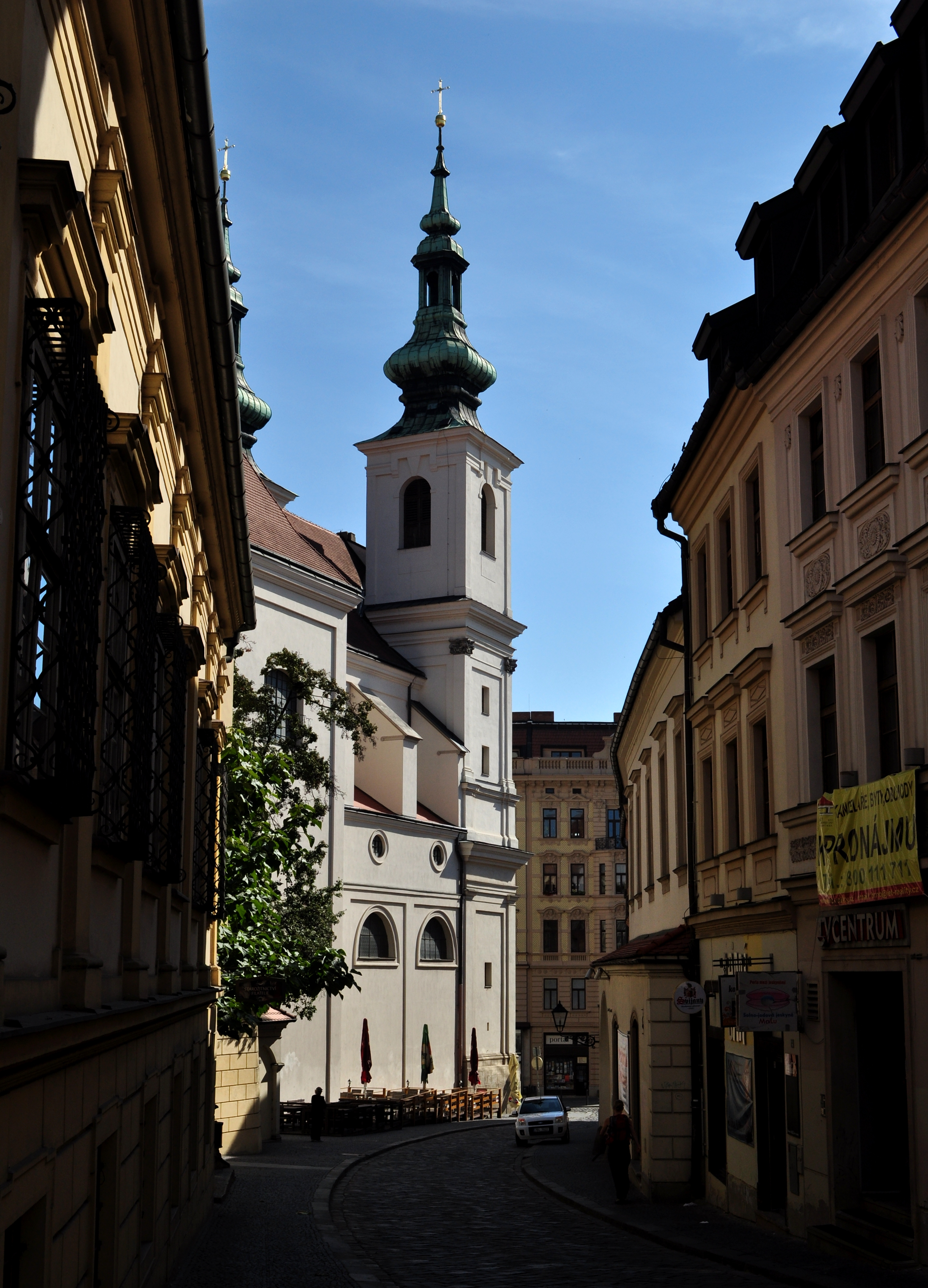
Rua Dominikánská agora
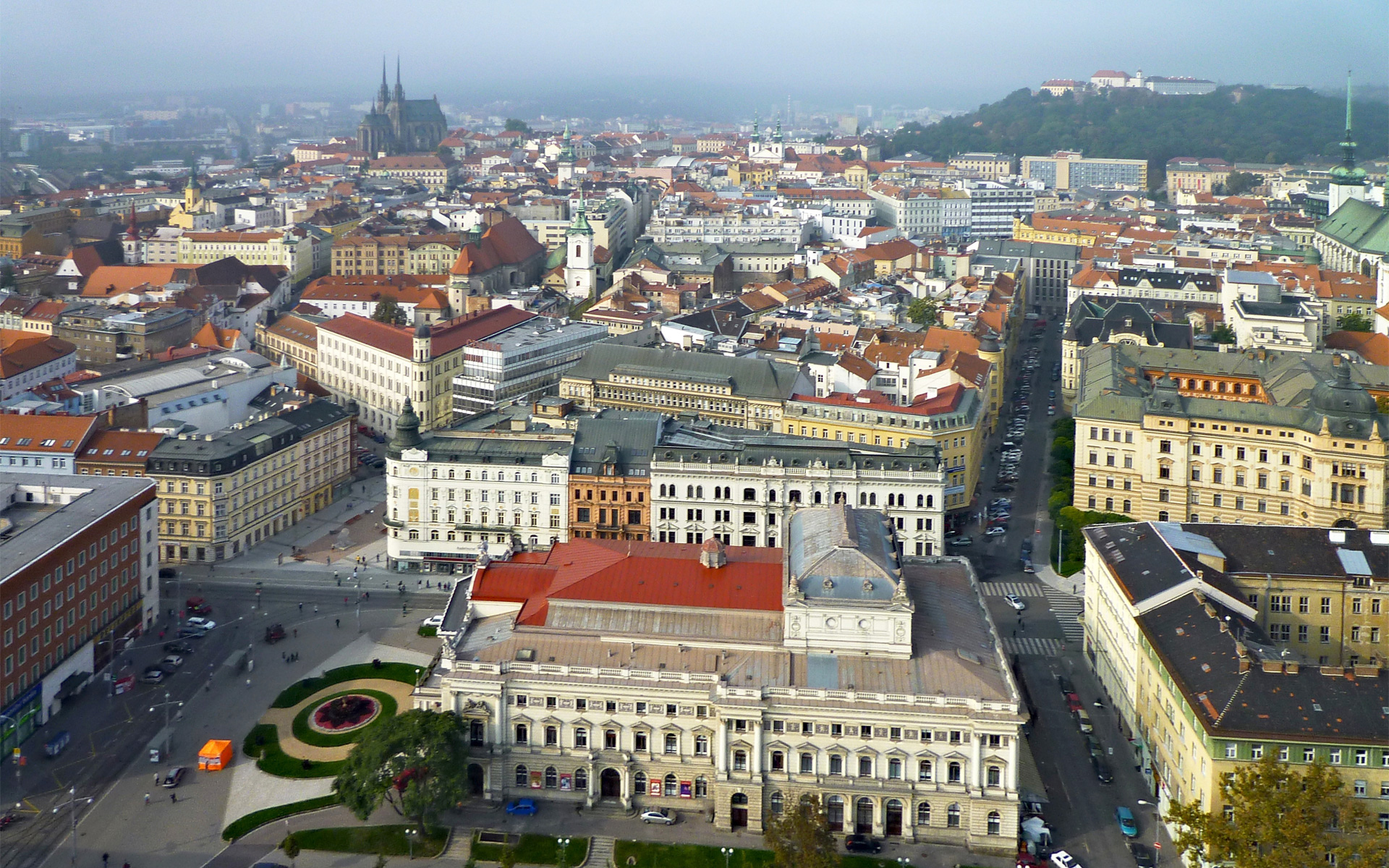
Centro da cidade com o antigo castelo real de Špilberk

## Personalidades de Brno
- Karel Absolon, speleologo
- Břetislav Bakala, compositor clássico
- Franziskus von Sales Bauer,cardeal, bispo de Brno
- Jiří Josef Camel, cientista, missionário
- Michael Czerny, cardeale, curia Vaticana
- Franz Seraph von Dietrichstein, cardeale
- Josef Dobrovský, escritor, filólogo
- Bohumil Hrabal, escritor
- Kurt Gödel, matemático
- Leoš Janáček, compositor clássico
- Maria Jeritza, diva, celebrado soprano morava
- Jobst da Morávia, Rei da Germânia, e, mais tarde, Sacro Imperador Romano-Germânico
- Maria Restituta Kafka, mártir, santa
- Viktor Kaplan, inventor da turbina
- Erich Wolfgang Korngold, compositor
- Magdalena Kožená, diva, soprano
- Milan Kundera, escritor
- Adolf Loos, arquiteto
- Ernst Mach, fysico
- Gregor Mendel, cientista,
- Alfons Mucha, pintor mundialmente famoso
- Robert Musil, escritor
- Jana Novotná, jogador de tênis
- Adam Ondra,  escalador de rochas
- Anton Pilgram, arquiteto e escultor
- Isabel Riquilda da Polónia, rainha da Boémia e da Polônia
- Franz Seraph von Dietrichstein, cardeale, Governador (Vice-rei) do Moravia
- Wolfgang Hannibal von Schrattenbach, cardeal, Vice-rei do Nápoles -Reino de Nápoles
- Tomáš Špidlík, cardeal,  exercícios espirituais do João Paulo II